# 小林隆男
| 发现的小行星数目：2341个 此处只列出其有代表性的发现 | 发现的小行星数目：2341个 此处只列出其有代表性的发现 |
| --------------------------------------------------- | --------------------------------------------------- |
| 小行星编号与名称                                    | 发现日期                                            |
| 小行星4807                                          | 1991年1月10日                                       |
| 小行星5924                                          | 1994年2月7日                                        |
| 小行星6275                                          | 1993年11月14日                                      |
| 小行星6276                                          | 1994年1月1日                                        |
| 小行星6346                                          | 1995年1月6日                                        |
| 小行星6414                                          | 1993年10月24日                                      |
| 小行星6418                                          | 1993年12月8日                                       |
| 小行星126167                                        | 2002年1月9日                                        |

小林隆男（日语：／ Kobayashi Takao，1960年—），是一位日本的业余天文学者。他居住於群馬縣大泉町，目前在大泉天文台进行观测。切勿与发现了C/1975 N1（Kobayashi-Berger-Milon）另一位日本天文学者小林彻混淆。

## 成就
他使用基于CCD的观测仪器发现了2000多个小行星，包括阿莫尔型小行星：7358 Oze、(23714) 1998 EC3、(48603) 1995 BC2和约9个特洛伊小行星。

### 小林彗星
小林最知名的发现是P/1997 B1（Kobayashi）“小林彗星”。
1997年1月30日至1月31日之间，小林隆男观察到P/1997 B1时原本认为是一颗矮行星的物体并由另一位天文学家中野主一将其报告到了国际天文学联合会。数天后，该物体被观察到在彗星轨道上运行，美国天文学者華倫·B·奧福特将其确定为彗星。 由他发现的这颗周期彗星P/1997 B1最终由中野主一用小林的名字命名为“小林彗星”。

### 以其名字命名的小行星
- 周期彗星P/1997 B1(Kobayashi)
- 小行星3500 Kobayashi

### 以宫崎骏有关的命名
他将其于1994年1月16日发现的小行星命名为小行星8883（宫崎骏），另一颗于1994年12月31日发现的小行星则被他命名为小行星10160（龙猫）。这些命名都得到了国际天文学联合会（IAU）的认可。

## 职业
他现在是日本科学与工程技术跨学科研究生院的教授。他同时也是三菱化工的量子产额总设计师。